# Alexander von Bunge
Alexander Georg von Bunge, Alexander Andrejewitsch von Bunge o Aleksandr Andréyevich von Bunge (Kíiv, 29 de setembre de 1803 - Tartu, 7 de juny de 1890) va ser un naturalista, zoòleg i botànic alemany de Rússia. En rus el seu nom s'escriu Александр Андреевич Бунге. Va ser professor de botànica a la Universitat de Tartu i va ser director de departament des de 1842 fins a 1844.
Va prendre part en expedicions científiques a Àsia, especialment a Sibèria.

## Obra
- Enumeratio plantarum, quas in China boreali collegit …. Sant Petersburg 1831[1]
- Plantarum mongolica-chinensium decas prima. Kasan 1835[2]
- … Tentamen generis Tamaricum species accuratius definiendi. Dorpat 1852[3]
- Anabasearum revisio. Sant Petersburg 1862[4]
- Generis Astragali species gerontogeae, Petersburg 1868–1869; 2 Teile[5]
- Labiatae persicae. Sant Petersburg 1873[6]

## Honors
En el seu honor, porta el seu nom, a les illes de Nova Sibèria, un altiplà sorrenc que uneix les illes de Kotelny i Faddeyevsky, Terra de Bunge (Земля Бунге).
També un cràter d'impacte al planeta Mart porta el seu nom.
Gènere
- Bungea C.A.Mey.

Espècies
- bungei, bungeana, bungeanus

## Abreviatura
L'abreviatura Bunge es fa servir per indicar  Alexander von Bunge com autoritat en la descripció i taxonomia dins la zoologia.